# 南島歌遊び
「南島歌遊び」（なんとううたあそび）は、福島雄次郎の女声合唱曲。福島の「南島シリーズ」の中でも特に代表作といえる曲である。

## 概説
鹿児島女子高等学校音楽部の委嘱により、1982年（昭和57年）から1987年（昭和62年）にかけて作曲された。題名は、「奄美や沖縄の風土や音楽に接したときの印象をもとに、そのイメージをふくらませ、創造の世界を自由に遊び廻るという意味からつけたものである」としながらも、曲自体は「この作品は、奄美や沖縄を直接描こうとしたものではない」として、民謡の直接使用をできるだけ避けるようにしている。
福島は過去に住んでいた神奈川県で各地の民謡を採取する作業に取り組んでいたが、「何回聴いても、どこか深く入りきれない」「われわれはヨーロッパ音楽をやっているんですから、ヨーロッパ音楽の新しい思想だとか精神性に共鳴しますよね。そういうのに較べると、もう一つ共鳴しきれない」として、日本の土地に根ざした土着の音から新しい音楽を作り上げていきたいと思いを持ちながら「日本の音楽は、いつまでもヨーロッパのまねをしていくことになるのではないか」と悩んでいた。その後鹿児島に赴任し、南島の民謡を採取する作業の中で「今まで私が採取してきた民謡と全く違う」「南島は日本の本土から遠く海を距ててたでしょう、そのことによって、日本社会ががんじがらめになっていた封建制度に汚染されていなかったんです。だからそれが本来の日本の民謡ではないか」との思いを持つようになり、当地の民謡を素材とした独唱曲「美しき南の島の歌」を発表した。その後1980年（昭和55年）、東京混声合唱団の鹿児島での演奏旅行を契機に、当時鹿児島女子高に勤務していた合唱指揮者住吉三滋の助言によりこの曲をピアノ伴奏付女声合唱に編曲、このことが福島にとって日本の民謡を元にした合唱曲を作ることを考えるきっかけとなった。住吉はその後も福島に委嘱を続け、「南島のあのイメージからすると、女声の無伴奏ですよ。ピアノという楽器を使ったらイメージが壊れてしまう」として、無伴奏の女声合唱曲としてまず第1集の「版画」を発表したところ、鹿児島女子高は昭和末期にNHK全国学校音楽コンクール、全日本合唱コンクール、コダーイ国際合唱コンクール等内外のコンクールで上位入賞を重ね、さらに続編が出たことから、当時少なかった日本人作曲家による女声合唱の無伴奏曲として衝撃を持って迎えられた。作曲から40年以上を経た今なお、世代を問わず多くの合唱団に歌われている。

## 曲目
全3集と終曲からなり、各集は4曲ずつの小曲からなり、全13曲である。全編無伴奏である。
- その1　版画 - 曲全体はちょうど版画の小冊子でも見るような気持ちで、休みなく続けて演奏される。[2]
  - 朝の祈り
  - 収穫
  - 憩い
  - 陽気な娘たち
- その2　伝説
  - 嗚咽 - "かんとぅみ"の悲恋物語から得たもので、雇い主からしいたげられた女の心情[2]
  - 野茶坊 - 一人山中に暮して野人の一生を送ったとも言いつたえられ、誰も見たことのない架空の人物に対する島の人々の好奇心をユーモラスに歌い上げたもの[2]
  - 哀怨 - 恋人に裏切られて死んだ哀れな男の怨みの声が、夜な夜な浜野潮騒の音とともに聞こえてくるという話から、人間の哀しみの極みの心[2]
  - 橋 - 偲んで逢いに来た恋人どうしが、大水で橋が流されたため逢うこともできずに、泣く泣く帰っていく、という奄美民謡の"らんかん橋"からヒントを得たもの[2]
- その3　映像
  - 椎やなるな - 奄美民謡の"いそ加那節"の歌詞にヒントを得て作曲したもの[2]
  - 戯れ - 天に真昼のようにさえわたる月の浜辺で、島の人々が楽しそうに涼風に遊びたわむれている情景[2]
  - 童夢 - 母親や祖母などが子供を抱いてあやしながら、次第に眠りにつかせて行くときのうた[2]
  - 酒、酒、酒 - 遠来の客を心からもてなすときのうた。沖永良部島の"サイサイ節"のハヤシ言葉だけをくり返して用いて、楽しい酒宴の情況を盛り上げてみた。[2]
- 終曲　島唄は神々を招く - 音楽の奥底に共通して流れる祈りの心[2]

## 楽譜
「南島歌遊び」（「その1、その2」）と「南島歌遊びII」（「その3、終曲」）との2冊組で、いずれもカワイ出版から出版されている。